# Georges-Théodore Nachbaur
 (avril 2015).
Si vous disposez d'ouvrages ou d'articles de référence ou si vous connaissez des sites web de qualité traitant du thème abordé ici, merci de compléter l'article en donnant les références utiles à sa vérifiabilité et en les liant à la section « Notes et références ».
Pour les articles homonymes, voir Nachbaur.
Georges-Théodore Nachbaur, né le 19 novembre 1842 à Plélan-le-Grand (Ille-et-Vilaine) et mort le 25 juin 1921 à Nogent-sur-Marne (Val-de-Marne), est un architecte français. Il est notamment connu pour ses constructions dans le style Art nouveau.

## Biographie
Il est le fils de Georges-Théodore Nachbaur, clerc de notaire, et d'Henriette Poirier. Installé à Nogent-sur-Marne, il travaillait avec ses deux fils, Albert (1879-1933) et Georges (1884-1977)

## Réalisations

### Maisons

#### Clamart
- 22, rue de Fleury, Clamart

#### Nogent-sur-Marne

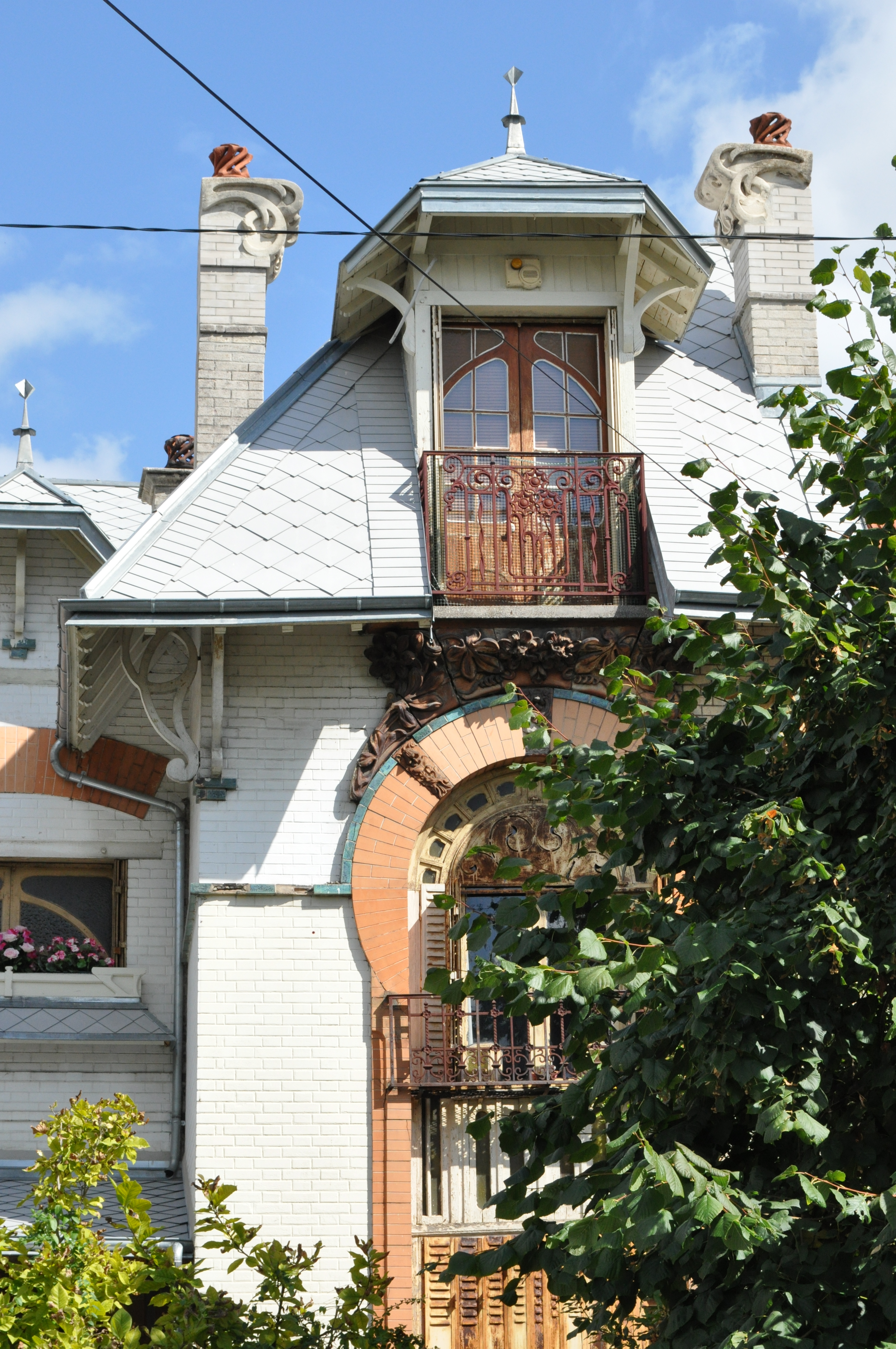
La villa « La détente » (1905) à Nogent-sur-Marne.

- Rue de Bellevue et rue Théodore-Honoré, Nogent-sur-Marne
- Grande-Rue-Charles-de-Gaulle et rue Jean-Soulès, Nogent-sur-Marne (détruite)
- 15, rue Lucien-Bellivier et rue de Coulmiers, Nogent-sur-Marne
- 3, boulevard de la République, Nogent-sur-Marne (1904, Villa La Détente, maison d'Albert Nachbaur)
- Avenue Première, Nogent-sur-Marne (avenue non localisée)
- 8, rue des Clamarts, Nogent-sur-Marne
- 4, rue de Pont-Noyelles, Nogent-sur-Marne
- 1 bis, 3 et 5, rue José-Dupuis, Nogent-sur-Marne
- 4, rue Leprince, Nogent-sur-Marne (1912)
- 20, rue Jean-Soulès et rue Théodore-Honoré, Nogent-sur-Marne (1909)
- 11, rue de l'Armistice, Nogent-sur-Marne
- 32, rue Parmentier, Nogent-sur-Marne
- 18, boulevard Albert Ier et 11, rue José-Dupuis, Nogent-sur-Marne
- 25, rue Parmentier, Nogent-sur-Marne
- 79, rue des Jardins (actuelle rue des Héros Nogentais), Nogent-sur-Marne (détruite)

#### Le Perreux-sur-Marne
- 13 bis, allée de Bellevue (anciennement allée de Stalingrad), Le Perreux-sur-Marne
- 46, avenue Gabriel-Péri, Le Perreux-sur-Marne (Maison Pourquoi Pas, classée à l'inventaire général du patrimoine culturel)
- 16, rue Charles Ollier et 51, rue de Metz, Le Perreux-sur-Marne (Villa Jacques)
- 56, avenue Ledru-Rollin, Le Perreux-sur-Marne

### Immeubles

#### Nogent-sur-Marne
- 96, grande-rue Charles-de-Gaulle, Nogent-sur-Marne
- 134, grande-rue Charles-de-Gaulle, Nogent-sur-Marne (1910)
- 2, rue du Roi-Dagobert et Grande-rue Charles-de-Gaulle, Nogent-sur-Marne (1914)
- 49, rue Henri-Dunant, Nogent-sur-Marne
- 1 bis, rue Baüyn-de-Perreuse, Nogent-sur-Marne
- 4, rue de l' Abbé-Guilleminault, Nogent-sur-Marne
- 3, rue Lemancel, Nogent-sur-Marne
- 5, rue Lemancel, Nogent-sur-Marne
- Rue Paul-Bert, Nogent-sur-Marne (1909)
- 70 bis, rue des Héros-Nogentais, Nogent-sur-Marne
- 5, rue du Cèdre (actuelle rue Jean-Moulin), Nogent-sur-Marne (1926)
- 15, rue Guy-Moquet, Nogent-sur-Marne (1910)

#### Le Perreux-sur-Marne
- 77, avenue Ledru-Rollin, Le Perreux-sur-Marne
- 17, avenue du Président-Roosevelt, Le Perreux-sur-Marne (1902)
- 6, place Robert-Belvaux, Le Perreux-sur-Marne

### Autres réalisations
- Restaurant A la Cloche, Pont de Nogent, Nogent-sur-Marne (détruit)
- Magasin de commerce, 158, Grande-Rue-Charles-de-Gaulle, Nogent-sur-Marne
- Salle des fêtes dite Casino Tanton, 28, 30 boulevard de la Marne, Nogent-sur-Marne (détruit)
- Marché couvert, Nogent-sur-Marne (détruit)
- Cinéma-Théâtre Le Palais du Parc, Avenue Ledru-Rollin, Le Perreux-sur-Marne (détruit)
- Tombe de la famille Cornu, Cimetière du Perreux-sur-Marne (vers 1900, classé à l'inventaire général du patrimoine culturel)